# ソンターラン

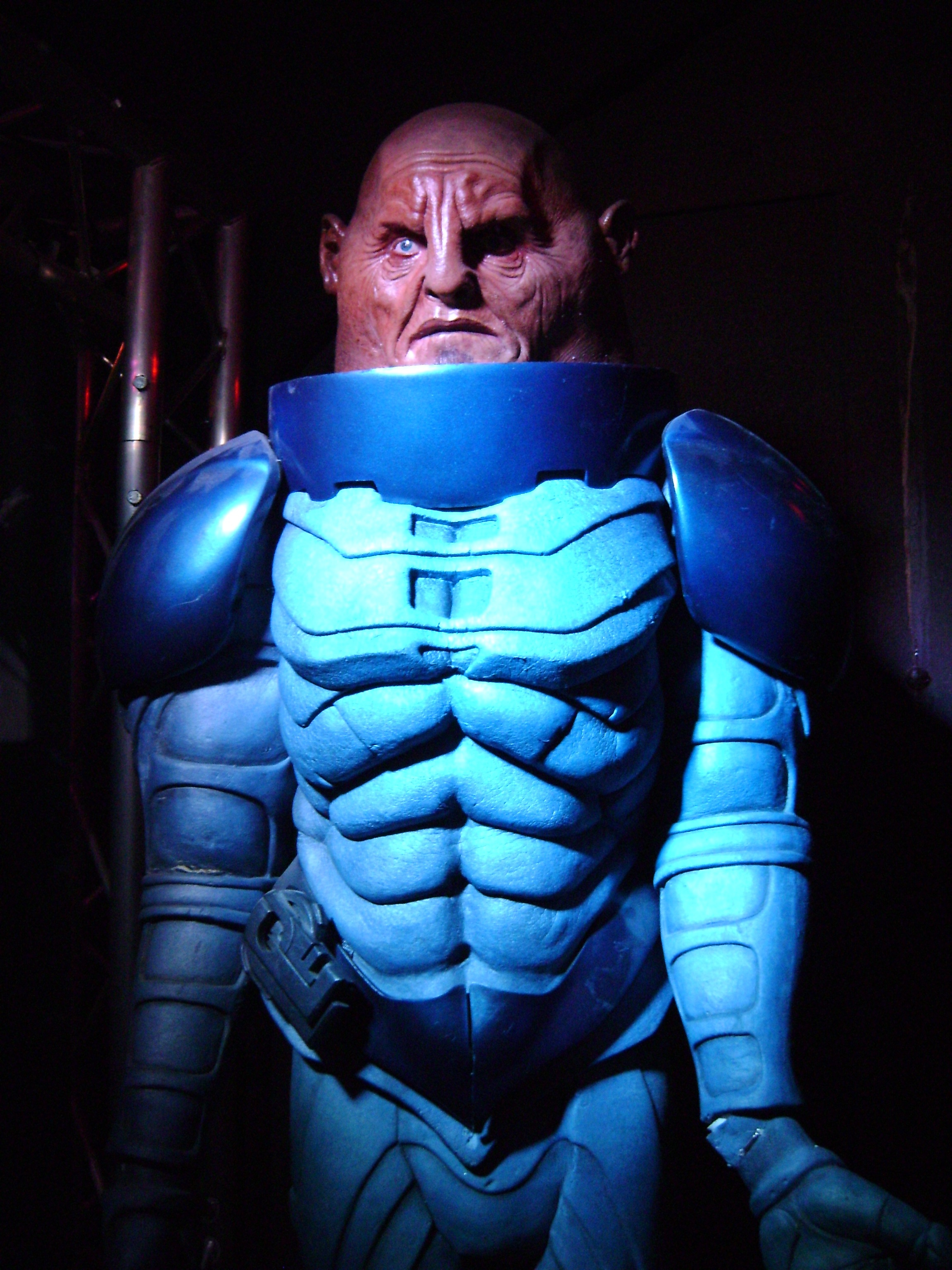
新シリーズのソンターラン

ソンターラン（英: Sontaran）は、ロバート・ホームズにより制作された、イギリスのSFテレビドラマ『ドクター・フー』とスピンオフ The Sarah Jane Adventures に登場する種族。冷酷かつ死への恐怖を持たない戦士の種族として描写されている。

## 特徴
強固な肉体を持つものの、ソンターランの首の後ろには栄養分を摂取するための穴が存在し、クローン製造プロセスの一端も担っている。ここが彼らの弱点であり、彼らが敵に背を向けない理由にもなっている。例を挙げるとナイフ (The Invasion of Time) やドライバー ("Shakedown: Return of the Sontarans") および矢 (The Time Warrior) でここを突かれて死亡しているほか、スカッシュのボール（『侵略前夜』）や靴のヒール ("The Last Sontaran") といった単純な物体でも一時的に行動不能に追い込まれている。また、「コロン酸」に対しても脆弱である。ソンターランは戦闘時にヘルメットを着用し、肌を見せる際はソンターランの名誉を示す時だけである。

### 文化
ソンターランはずんぐりとした体格で緑がかった茶色の肌をしたヒューマノイドの種族であり、ドーム状の頭部を持つ。手の指は大抵3本であるが、5本の者もいる。母星の重力が強いため、彼らの筋肉はてこではなく圧力壁のように作用する。『侵略前夜』でロス・ジェンキンスはソンターランを喋るジャガイモに似ていると表現している。ソンターランの母星であるソンターは銀河の渦状腕に存在し、ソンターランのコンパクトでずんぐりむっくりな肉体を説明できる非常に強い重力場を持つ。彼らは人間よりもはるかに強く、新シリーズでは平均的な成人男性よりも小さく描写されている。
ソンターランは極めて軍国主義的文化を持ち、訓練と名誉を再興の美徳としている。厳格な社会の全ての側面が戦争と結びついており、全ての経験が武術の観点に基づいている。The Sontaran Experiment では4代目ドクターが「ソンターランは何事も軍事的な理由で行う("Sontarans never do anything without a military reason.")」と述べており、事実、戦いの中で英雄的に死ぬことが彼らの究極の目的である。儀式的な掛け声である「ソンターハ！("Son-tar-ha!")」を除いて彼らが娯楽に興じる描写はほとんどないが、『死に覆われた星』ではUNITとの交戦中にスポーツという単語を発している。ソンターランを考案したロバート・ホームズによると、彼らは非常に発達した芸術文化を持つものの戦争の間はそれを封印しているというが、ホームズの不完全な草案を元にした The Time Warrior の小説版では、リンクスが宇宙船の飛行中に国歌を聴いている。
ソンターランは非常に独善的であり、名誉の意識が強い。数多くの侵略事件においてドクターは彼らの自尊心についての知識を利用して彼らを操作しているが、にも拘わらず「侵略前夜」においてドクターは彼らを銀河最強の戦士と評価している。
「死に覆われた星」において、ソンターラン帝国はルータンと5万年に及ぶ戦争を繰り広げており、2008年前後では劣勢であることが明かされた。戦争はそれから少なくとも2万年後である The Sontaran Experiment でも継続していた。
多くのソンターランの名前は st の音で始まっており、例を挙げるとスタイル(The Sontaran Experiment)、ストール(The Invasion of Time)、スタイク(The Two Doctors)、スタール（「侵略前夜」）、スコール（「侵略前夜」）、スターク（「パンドリカが開く」）、ストラックス（「ドクターの戦争」）がいる。例外にはリンクス(The Time Warrior)、ヴァール(The Two Doctors)、ジャスク（「時の終わり」）、カー(The Sarah Jane Adventures)がいる。劇中で言及されたソンターランの集団には "Sontaran G3 Military Assessment Survey" および "Grand Strategic Council"、the Ninth Sontaran Battle Group、"Fifth Army Space Fleet of the Sontaran Army Space Corps"、第10ソンターラン艦隊がある。

### 生殖と性別
ソンターランの性別は1つだけであり、有性生殖よりもクローンによって繁殖するため、外見は皆酷似している。'The Sontaran Experiment と「侵略前夜」に登場した人間の登場人物はいずれもその類似性を指摘している。しかし身長や肌の色調、顔の特徴、声色とアクセント、体毛、歯の間隔、指の本数はエピソードごとあるいはエピソード内でも異なっている。「侵略前夜」でルーク・ラティガンが彼らに互いの見分け方を訪ねた際には、スタール将軍が「人間も同じだ」と返答している。
The Time Warrior でリンクスは「ソンターラン軍学校では各招集パレードで100万の候補生が孵化する」と述べており、ドクターもまた The Invasion of Time でソンターランが4分ごとに100万の胚を大規模クローニングし、10分で成人になるとコメントしている。ソンターランは成人するとすぐにソンターラン最高司令部の指揮下で階級を与えられ、戦闘任務へ派遣される。オーディオ The King of Sontar ではクローニングの結果1体のソンターランが生まれ、実質的に1人で100万人のソンターラン兵を兼ねている。この個体は通常のソンターランよりも背が高く、また首の後ろに穴を持たない。
劇中のソンターランは男性として扱われているが、真に男性であるかは疑問である。スタール将軍は「言葉は女の武器」と発言し、マーサのクローンに関して「女にしては上出来だ」と褒めている。ストラックスは女性用のドレスを着用することにまんざらでもない様子であったが、結局は男性用の服に落ち着いている。The Time Warrior ではリンクスがサラ・ジェーンを調べた際に人間の生殖システムを非効率的と評価している。複数の性別が存在することは彼らにとって異質であるらしく、ストラックスはクララ・オズワルドなど若い女性を少年と呼び、リヴァー・ソングが女性であることを知らなかった。
「侵略前夜」にて、ソンターランは緑色の液体で人間のクローンを製造しており、Enemy of the Bane でソンターランが同様の方法で生み出されていることが確認されている。人間のクローンにおいても首の後ろに管が取り付けられている。

### 技術
新シリーズの第10ソンターラン艦隊は司令船と大量の戦闘用カプセルからなり、核ミサイルにも耐えられる。クラシックシリーズと新シリーズのいずれにおいてもソンターランは球形ないし半球形のカプセルを使用している。各カプセルはレーダーの探知をかいくぐるほどに小型であり、ソンターラン1人で操縦する。「侵略前夜」では小型カプセルが収納される母船が登場し、10代目ドクターは一隻で地球を完全に消すことができると判断している。
ソンターランが使用する武器は様々であり、最も一般的なものは3本の指で使用できるよう2つの持ち手と発射装置を備えた杖である。この武器は、一時的に人間を無力化する光線やシステムの復旧に用いられるエネルギーパルスを放出する効果を持つ。The Time Warrior で初登場した際、リンクス司令官は武器の無力化や催眠、木材の切断、殺傷に用いている。
The Sontaran Experiment ではソンターランは小型の光線銃を用いており、効果は対象の殺害だけであった。Invasion of Time ではストール司令官が再び杖上の武器を使用しているが、小型のレーザー銃を使用してターディスに攻撃したソンターランも登場している。The Two Doctors ではMeson Gun と呼ばれる武器が登場した。これは中央に赤色の燃料タンクを備えた大きな銀色の銃で、第3話で Group Marshal Stike とヴァールが使用した。これは火炎放射器のような用途も兼ねていた 。
「侵略前夜」では、スタール将軍がオレンジ色のビームを杖から放ってUNITの隊員を無力化している。「死に覆われた星」では、スタール将軍とその部隊が赤色の光線を放つ大きなレーザー銃でUNITと交戦している。The Invasion of Time ではソンターランの鎧はK9の銃などに耐性があることが示されていた。「死に覆われた星」での鎧はUNITの装備した銃に脆弱であったが、コルドレイン信号により弾丸表面の銅を磁化して無力化している。後にUNITは鋼鉄でコーティングされた銃弾に切り替えて攻略した。
The Sarah Jane Adventures の The Last Sontaran ではさらにソンターランの技術が進歩したことが垣間見える。カー司令官は特殊部隊に所属していたため通常と異なる鎧を守っており、第10ソンターラン艦隊の生き残りとなっていた。彼の鎧には手袋が付属していないため手が露出しており、左腕には鎧と船の制御盤が装着されている。ヘルメットは格納可能で、鎧と船には不可視化効果が備わっている。第10ソンターラン艦隊は大型のレーザー銃で武装していたが、カーは小型のレーザー銃を所持した。サラが指摘した通り通常のソンターランは人間に催眠をかけて操るが、カーは人間の首の後ろに神経制御機器を取り付けて制御盤で操作していた。
『ドクターの時』ではトレンザロアへ侵入したソンターランの二人組が透明化フィールドを使用していたが、11代目ドクターに見破られた。

## 登場

### テレビ
ソンターランは1973年の The Time Warrior でロバート・ホームズに演じられて初登場を果たした。劇中で中世に不時着したリンクスという名のソンターランは、未来から科学者を引きずり出して宇宙船の修理に当たらせた。
1975年の The Sontaran Experiment では、スタイルという名の別のソンターランが遠い未来の地球で宇宙飛行士を捕獲して人体実験を行った。三度目に登場した The Invasion of Time ではガリフレイへの侵攻を成功させたが数日で排除された。クラシックシリーズでは最後に The Two Doctors で登場した。
また、ソンターランはBBCの子供向け番組 Jim'll Fix It の寸劇 "A Fix with Sontarans" で6代目ドクター役コリン・ベイカーやティーガン・ジョヴァンカ役ジャネット・フィールディングと共演した。ソンターランはルータンと数千年に及ぶ戦争を続けていると言及されており、ルータンは1977年に Horror of Fang Rock で登場した。
デザインを改良してソンターランは新シリーズのシリーズ4「侵略前夜」と「死に覆われた星」(2008) で再登場した。ソンターランは地球にクローンフィールドを張るべくテラフォーミングを開始したが、10代目ドクターに阻止された。また、同話で新シリーズのバックストーリーたるタイム・ウォーからソンターランが除外されていたことが明らかにされた。「運命の左折」では同じ侵略事件が平行世界で起こり、トーチウッドに阻止されたもののジャック・ハークネスを捕獲している。「盗まれた地球」ではソンターランに技術を元にUNITが瞬間移動技術を開発したことが明かされた。「死に覆われた星」の出来事での唯一の生存者であったカー司令官はスピンオフシリーズ The Sarah Jane Adventures のエピソード The Last Sontaran (2008) に登場した。『ドクター・フー』の2010年新春スペシャル「時の終わり」Part2 では、ソンターランの狙撃手がわずかに登場してミッキー・スミスと妻マーサ・ジョーンズを狙っていたが、暗殺直前に10代目ドクターに倒された。
11代目ドクターのシーズンでは、シリーズ5のフィナーレ「パンドリカが開く」にソンターランが敵同盟の一部として登場した。シリーズ6「ドクターの戦争」ではソンターランの個体であるストラックスが初登場し、贖罪のため看護師の職を担っていた。彼はサイルリアンの戦士マダム・ヴァストラや彼女の妻ジェニー・フリントとともにドクター側に付いてデーモンズ・ランの戦いに参戦した。ストラックスは2012年クリスマススペシャル「スノーメン」でヴァストラやジェニーとともに再登場を果たした後、2013年の「深紅の恐怖」「ドクターの名前」に登場し、2014年の「深呼吸」で再生直後の12代目ドクターと対面した。2013年クリスマススペシャル「ドクターの時』にはトレンザロアの侵略者にソンターランがいる。
12代目ドクターのシーズンである2015年「カラスに立ち向かえ」には難民としてソンターランが登場している。